# Sầm Nưa
Sầm Nưa, còn viết là Xam Neua hay Sam Neua, là một thị xã của Lào, tỉnh lỵ của tỉnh Hủa Phăn. Sầm Nưa là một trong những tỉnh lỵ Lào ít được du khách phương Tây ghé thăm nhất.

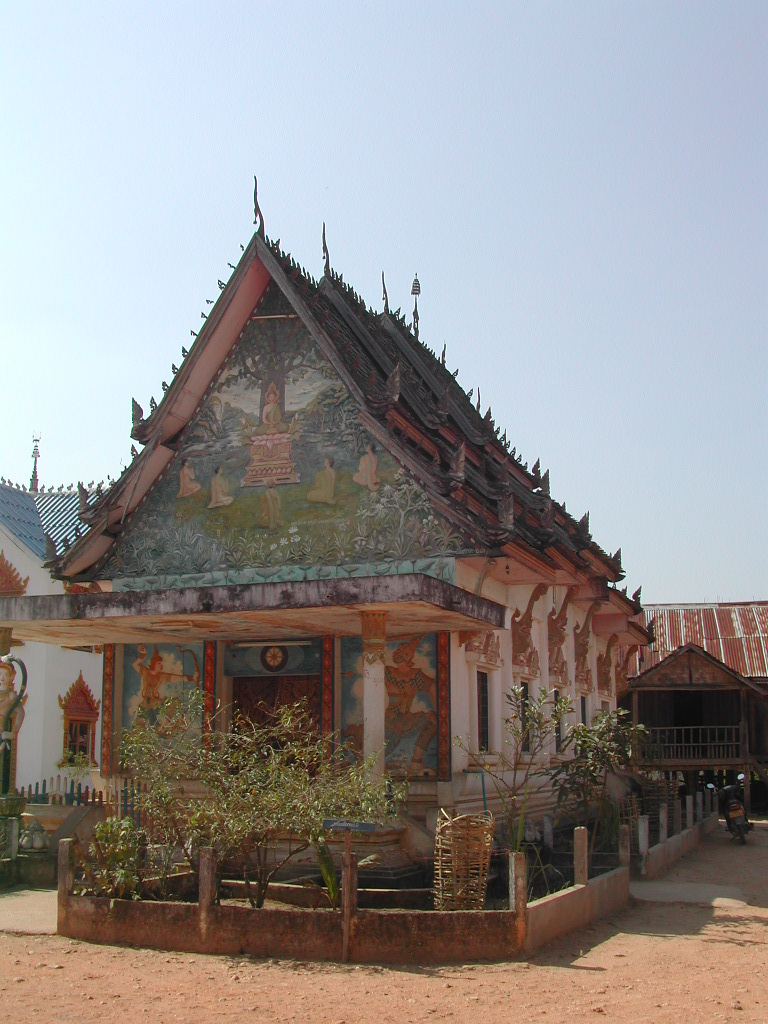
Chùa Wat Pho Xai

## Nhân khẩu
Cư dân chủ yếu là người Lào, người Việt Nam và người Mông, với một số Tai Dam, Tai Daeng và Tai Lu. Ngôn ngữ chiếm ưu thế là tiếng Lào với các nhóm thiểu số tiếng Việt và tiếng Mông. Tiếng Pháp được nói bởi một nhóm người thiểu số như là một di sản của thời kỳ thực dân Pháp. Nó được dạy trong các trường học và được sử dụng trong các công trình công cộng và chính phủ.

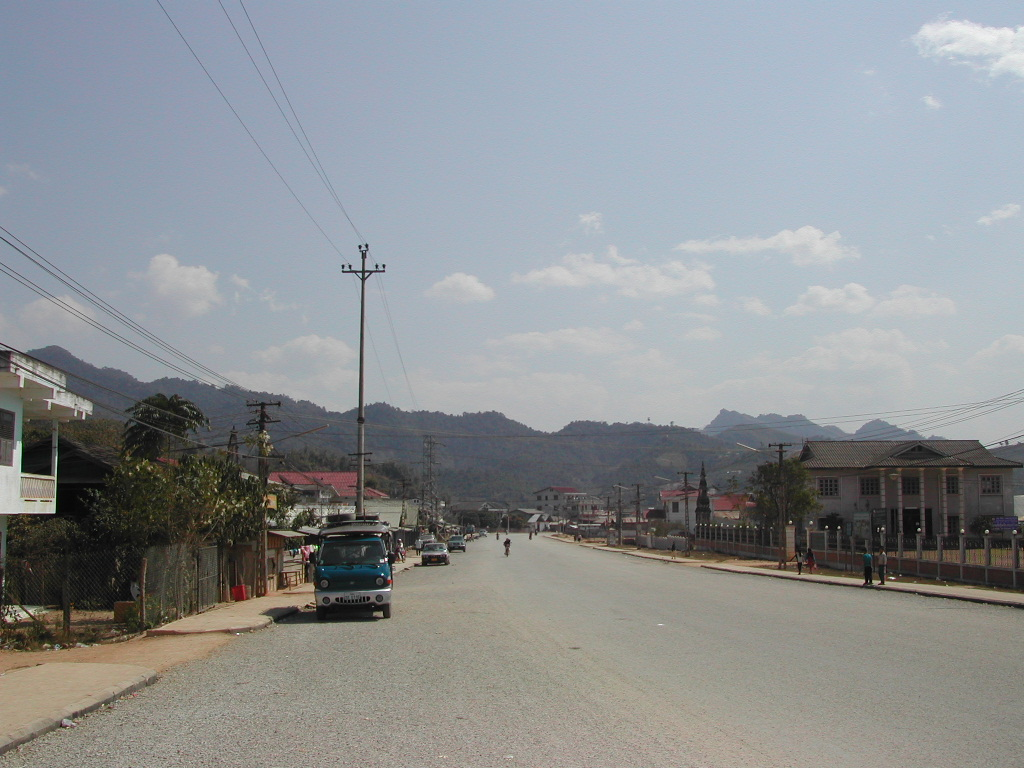
Đường phố Sam Neua

## Cuộc sống hàng ngày

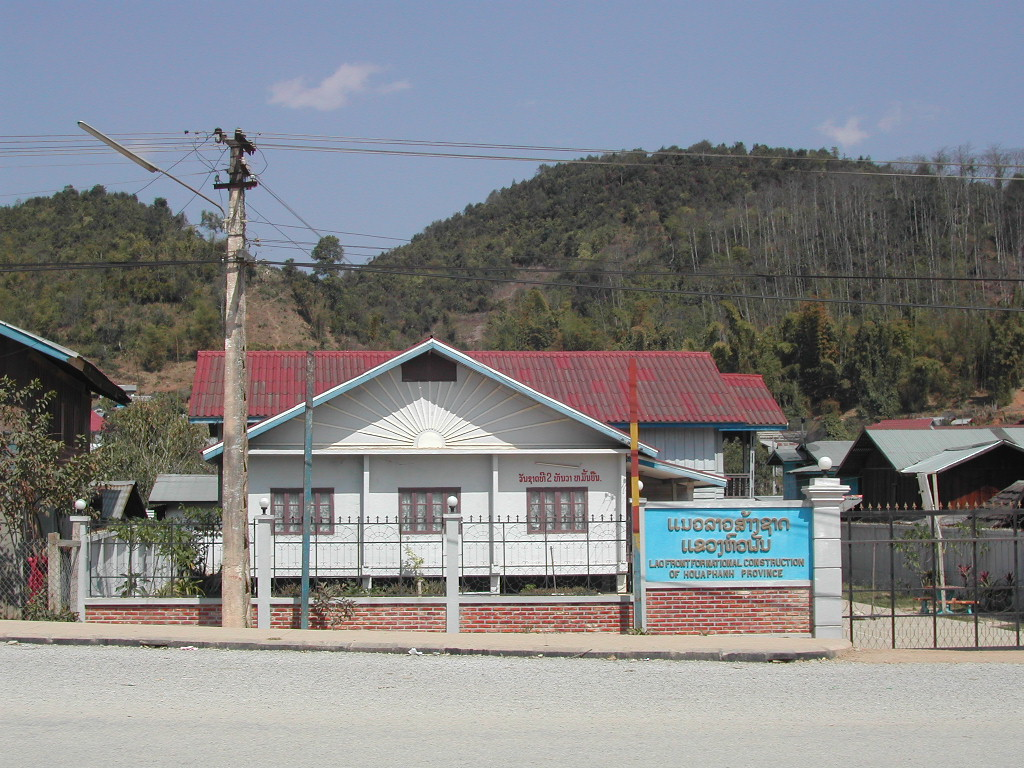
Trụ sở Mặt trận Lào Xây dựng Đất nước tại Sầm Nưa

Xam Neua là một thung lũng của tỉnh Houaphan. Vào lúc 05:45 và 17:45 mỗi ngày, có những bài diễn thuyết công cộng từ những chiếc loa trên đỉnh tháp trên sân chơi của trường, thể hiện rõ về cuộc sống và triết lý cộng sản. Những bài diễn thuyết này thường đi kèm với âm nhạc Lào.
Người ta nói rằng có một trại cải tạo Cộng sản ở Xam Neua nơi từng là là thủ đô Pathet Lào trong Nội chiến Lào Trận chiến tại Lima 85 (LS-85), Ngày 11 tháng 3 năm 1968. Nó nằm gần khu tị nạn Pathet Lào trong hang Viengxay, mà chính phủ Lào hy vọng sẽ quảng bá như một điểm đến du lịch tương tự như Củ Chi gần Thành phố Hồ Chí Minh ở Việt Nam và Cánh đồng chết, Đài tưởng niệm gần Phnom Penh ở Campuchia. Nó nằm gần Khu bảo tồn quốc gia Nam Et-Phou Louey (phát âm là "naam et poo loo-ee").